# 天顶街道
天顶街道为长沙市岳麓区下辖街道之一，位于岳麓区中北部，处岳麓后山，总面积21.6平方公里。下辖7个村和1社区，总人口3.4万人(2007年)。